# حصارامیر
حصار امیر، شهرکی از توابع بخش مرکزی شهرستان پاکدشت در استان تهران ایران است.

## جمعیت
این شهرک در شهرستان پاکدشت قرار دارد و براساس سرشماری مرکز آمار ایران در سال ۱۳۸۵، جمعیت آن ۲۵٬۲۸۱ نفر (۶٬۰۷۲خانوار) بوده‌است.